# Rex Mitchell
James Rex Mitchell (Pittsburgh, 28 september 1929 – Oil City, 5 maart 2011) was een Amerikaans componist, muziekpedagoog, dirigent en hoboïst.

## Levensloop
Mitchell was al in zijn High school-tijd hoboïst in het orkest en harmonieorkest van de Butler Senior High School. Hij studeerde aan het Muskingum College, nu: Muskingum University, in New Concord en behaalde aldaar zijn Bachelor of Science in muziekopvoeding. Vervolgens studeerde hij aan de Kent State University in Kent, waar hij zijn Master of Music behaalde. Zijn studies voltooide hij aan de Pennsylvania State University in University Park (Pennsylvania) en promoveerde tot Ph.D. (Philosophiæ Doctor) in muziekopvoeding. 
Vervolgens werd hij voor een periode van 14 jaar muziekleraar, instructeur en dirigent aan openbare scholen in Parma, Stow en Canton. In 1966 werd hij docent voor houtblaasinstrumenten, compositie en orkestdirectie aan de Clarion University in Clarion. Aan deze universiteit richtte hij de University Lab Jazz Band op en verzorgde met deze groep concertreizen door Pennsylvania. In 1979 stichtte hij de Venango Chorus, een 50 leden tellend gemengd koor, waar hij tot 1989 dirigent was. 
Als componist schreef hij werken voor orkest, harmonieorkest, jazz-ensembles en koren, waarvan rond 50 werken werden gepubliceerd.  

## Composities

### Werken voor orkest
- Silken Strings, voor strijkorkest
- Starflight Overture, voor orkest
- String Fever, voor orkest

### Werken voor harmonieorkest
- 1970 Introduction and Fantasia, voor harmonieorkest
- 1977 A Song of the Sea, voor harmonieorkest
- 1981 Holiday for Band, voor harmonieorkest
- 1981 Rhapsody
- 1983 Festive Ode, voor harmonieorkest
- 1983 Song of the Prairie
- 1985 A Portrait of New Orleans, voor harmonieorkest
- 1988 Incalzando, voor harmonieorkest
- 1989 Sands of Destin
- 1990 Wind Cathedral
- A Poem for Band, voor harmonieorkest
- Canzonetta and Finale, voor harmonieorkest
- Caprice for Band, voor harmonieorkest
- Celebración Alegré, voor harmonieorkest
- Chorale and Processional, voor harmonieorkest
- Concert Miniature, voor harmonieorkest
- Ein' Feste Burg, voor harmonieorkest
- Festive Fanfare, voor harmonieorkest
- In a Day or Two, ballade voor harmonieorkest
- Island Echoes, voor harmonieorkest
- Lewisburg, voor harmonieorkest
- March For a Pageant, voor harmonieorkest
- Music for the Court, voor harmonieorkest
- Music in the Village, voor harmonieorkest
- Night Song for Band, voor harmonieorkest
- Panorama for Band, voor harmonieorkest
- Pastorale and Allegro, voor harmonieorkest
- Rhapsody for Winds and Percussion, voor harmonieorkest
- Rolling River, voor harmonieorkest
- Romance, voor altsaxofoon solo en harmonieorkest
- Song of the City, voor altsaxofoon solo en harmonieorkest
- Starflight Overture, voor harmonieorkest
- The Silver Cornets, voor harmonieorkest
- The Toy Shoppe, voor trompet solo en harmonieorkest

### Werken voor jazz-ensemble
- Shindig
- The Driver